# Matthijs van Heijningen
Matthijs van Heijningen (Alphen aan den Rijn, 17 aprile 1944) è un produttore cinematografico olandese.
È uno dei produttori di maggior successo del paese, e divenne noto per una serie di successi commerciali e per adattamenti cinematografici di opere letterarie. La sua collezione è ora ospitata nel Filmmuseum.